# Evasion (émission de télévision)
Pour les articles homonymes, voir Évasion (homonymie).
Evasion est une série de documentaires naturalistes diffusés originellement sur France 3 de 1995 à 1998. Elle était animée par Michel Huet.

## Liste des émissions
| Titre/sujet                                                  | Durée (en min) | Date de première diffusion |  |
| ------------------------------------------------------------ | -------------- | -------------------------- |  |
| Les landes de Gascogne                                       | 26             | 21/03/95                   |  |
| Si Asnières sous Bois et sa forêt m'étaient contés           | 13             | 23/03/95                   |  |
| Balade au fond de la gorge                                   | 26             | 24/03/95                   |  |
| L'Isère : le mont Aiguille                                   | 26             | 27/03/95                   |  |
| La Corse : balade dans le massif de Bavella                  | 25             | 28/03/95                   |  |
| Sur le mont Ventoux                                          | 26             | 30/03/95                   |  |
| A la Muzelle : dans le parc des écrins                       | 26             | 31/03/95                   |  |
| Sur les dunes de Saint Malo                                  | 26             | 03/04/95                   |  |
| Ambleteuse                                                   | 26             | 04/04/95                   |  |
| Au cap Lardier                                               | 26             | 06/04/95                   |  |
| La Corse : le golfe de Porto                                 | 26             | 07/04/95                   |  |
| À travers Paris du Luxembourg au Jardin des Plantes          | 26             | 11/04/95                   |  |
| Les grottes de Choranche                                     | 26             | 13/04/95                   |  |
| Vézelay                                                      | 25             | 14/04/95                   |  |
| Au cap Fréhel                                                | 26             | 09/05/95                   |  |
| Au mont Cassel dans les Flandres                             | 26             | 11/05/95                   |  |
| Des lapiers et des gouffres                                  | 26             | 12/05/95                   |  |
| Le pic de l'ours dans l'Estérel                              | 26             | 15/05/95                   |  |
| Le lac de Luitel                                             | 26             | 16/05/95                   |  |
| Le facteur des cimes : le chemin de la poste au Val d'Azun   | 26             | 18/05/95                   |  |
| Le saut de la truite                                         | 26             | 19/05/95                   |  |
| La dune du Pilat                                             | 26             | 22/05/95                   |  |
| Le pays Basque : le chemin des contrebandiers                | 26             | 23/05/95                   |  |
| La Camargue                                                  | 26             | 29/05/95                   |  |
| La Brière                                                    | 26             | 30/05/95                   |  |
| Le marais poitevin                                           | 26             | 01/06/95                   |  |
| Le Larzac                                                    | 26             | 02/06/95                   |  |
| Les calanques de Cassis                                      | 26             | 06/06/95                   |  |
| Camargue et Oléron                                           | 52             | 01/07/95                   |  |
| Baie de Somme : terrils                                      | 52             | 15/07/95                   |  |
| Corse : Castigniccia Soccia                                  | 52             | 22/07/95                   |  |
| Balade dans le sud marocain                                  | 52             | 05/08/95                   |  |
| La Guyane française                                          | 52             | 19/08/95                   |  |
| En remontant la vallée de la Roya                            | 52             | 26/08/95                   |  |
| Le parc naturel régional de la haute vallée de Chevreuse     | 52             | 02/09/95                   |  |
| Auvergne : autour du Puy Mary                                | 26             | 12/09/95                   |  |
| Le mont Pilat                                                | 26             | 14/09/95                   |  |
| La montagne de Reims : balade dans les ères                  | 26             | 15/09/95                   |  |
| Au cœur des monts d'Arrée : le Yeun Elez                     | 26             | 18/09/95                   |  |
| Brocéliande : mythe et réalité                               | 26             | 19/09/95                   |  |
| Balade d'automne dans la Vanoise                             | 26             | 21/09/95                   |  |
| Haute Soule                                                  | 26             | 22/09/95                   |  |
| Evasion au Gerbier de Jonc                                   | 38             | 11/11/95                   |  |
| Balade dans les Pyrénées                                     | 32             | 06/07/96                   |  |
| En quittant l'autoroute du Soleil                            | 36             | 13/07/96                   |  |
| Trois îles pour rêver : Tahiti, Moorea et Tetiaroa           | 51             | 17/08/96                   |  |
| Bretagne et Normandie                                        | 52             | 24/08/96                   |  |
| Vosges et Jura                                               | 52             | 31/08/96                   |  |
| Evasion : [émission du 13 septembre 1996]                    | 26             | 13/09/96                   |  |
| Audomarois                                                   | 26             | 27/09/96                   |  |
| L'Aubrac                                                     | 26             | 04/10/96                   |  |
| Sidobre                                                      | 26             | 11/10/96                   |  |
| Mont Aigoual                                                 | 26             | 18/10/96                   |  |
| Étretat                                                      | 26             | 25/10/96                   |  |
| Evasion : [émission du 8 novembre 1996]                      | 26             | 08/11/96                   |  |
| Au pays deTronçais                                           | 26             | 15/11/96                   |  |
| Evasion : [émission du 22 novembre 1996]                     | 26             | 22/11/96                   |  |
| Evasion : [émission du 29 novembre 1996]                     | 25             | 29/11/96                   |  |
| Ardennes                                                     | 26             | 06/12/96                   |  |
| Les Bauges                                                   | 26             | 13/12/96                   |  |
| Canada                                                       | 26             | 20/12/96                   |  |
| Tunisie : Tabarka et la Kroumirie                            | 26             | 16/01/97                   |  |
| Evasion                                                      | 26             | 23/01/97                   |  |
| Polynésie la vie d'un atoll                                  | 26             | 30/01/97                   |  |
| Iles Marquises                                               | 26             | 06/02/97                   |  |
| Polynésie                                                    | 26             | 13/02/97                   |  |
| Nyons                                                        | 25             | 20/02/97                   |  |
| Nouvelle-Calédonie : une province bleue verte et ocre        | 26             | 27/02/97                   |  |
| Nouvelle-Calédonie                                           | 26             | 06/03/97                   |  |
| Nouvelle-Calédonie : la vallée des Kanaks                    | 26             | 13/03/97                   |  |
| Nouvelle-Calédonie. De tribu en tribu à Lifou                | 26             | 20/03/97                   |  |
| Spécial printemps                                            | 26             | 03/04/97                   |  |
| Les îles d'Hyères                                            | 26             | 10/04/97                   |  |
| Entre Indre et Creuse : la Brenne                            | 26             | 17/04/97                   |  |
| Belle île en mer                                             | 25             | 22/05/97                   |  |
| La pointe du Raz                                             | 26             | 26/06/97                   |  |
| Couleur sud : îles d'Hyères, Verdon, Lure                    | 26             | 28/06/97                   |  |
| Balades au Nord                                              | 30             | 05/07/97                   |  |
| Balades en Aquitaine : Médoc Dordogne                        | 20             | 12/07/97                   |  |
| Balade entre Saône Rhône et Loire                            | 20             | 19/07/97                   |  |
| Morteau                                                      | 20             | 26/07/97                   |  |
| L'Auvergne des volcans                                       | 30             | 02/08/97                   |  |
| Balades en Languedoc et Pyrénées                             | 30             | 09/08/97                   |  |
| Balade aux antipodes Nouvelle-Calédonie                      | 30             | 16/08/97                   |  |
| La Bretagne du Sud Belle Ile Guérande et la Pointe du Raz    | 30             | 23/08/97                   |  |
| Le Massif Central du Sud : Aubrac et Mont Aigoual            | 16             | 30/08/97                   |  |
| Corse les agriates                                           | 26             | 06/09/97                   |  |
| Le marais breton : quand l'eau douce flirte avec l'eau salée | 26             | 13/09/97                   |  |
| Noirmoutier la forêt des hérons                              | 26             | 20/09/97                   |  |
| Vosges du nord les souffleurs de vert                        | 26             | 27/09/97                   |  |
| La Camargue                                                  | 26             | 04/10/97                   |  |
| Le Coscione une île dans l'île                               | 26             | 11/10/97                   |  |
| Tunisie : Tozeur un univers de palmiers et de sel            | 26             | 18/10/97                   |  |
| La haute vallée de la Somme                                  | 26             | 25/10/97                   |  |
| Le parc de la Brotonne dans les boucles de la Seine          | 26             | 08/11/97                   |  |
| L'Ubaye                                                      | 26             | 15/11/97                   |  |
| Mexique                                                      | 26             | 22/11/97                   |  |
| Mexique la Basse-Californie                                  | 26             | 29/11/97                   |  |
| Les trois cirques                                            | 26             | 13/12/97                   |  |
| En passant par la Brêche                                     | 26             | 20/12/97                   |  |
| Sous la neige la nature                                      | 26             | 27/12/97                   |  |
| Les barcelonnettes de l'Ubaye au Mexique                     | 58             | 03/01/98                   |  |
| La Vanoise                                                   | 26             | 10/01/98                   |  |
| Randonnée volcanique à Madère                                | 26             | 17/01/98                   |  |
| Madère : les lévadas de Madère                               | 26             | 24/01/98                   |  |
| Sur le plateau d'Emparis                                     | 26             | 31/01/98                   |  |
| La Côte d'Ivoire : randonnée dans la savane                  | 26             | 28/02/98                   |  |
| La Côte d'Ivoire : les villages du nord                      | 26             | 07/03/98                   |  |
| La côte d'Ivoire : les gardes forestiers du Mont Sanghé      | 26             | 14/03/98                   |  |
| Le Jura                                                      | 26             | 21/03/98                   |  |
| La montagne Sainte-Victoire : le vaisseau des garrigues      | 26             | 28/03/98                   |  |
| Les gorges de l'Allier : entre granit et basalte             | 26             | 04/04/98                   |  |
| Les gorges du Tarn : Lozère de gorge en causse               | 26             | 11/04/98                   |  |
| Evasion : [émission du 18 avril 1998]                        | 26             | 18/04/98                   |  |
| Malaisie: les ibans au pays des coupeurs de tête             | 26             | 25/04/98                   |  |
| Malaisie : une montagne sus les tropiques                    | 26             | 02/05/98                   |  |
| Aber Benoît                                                  | 26             | 09/05/98                   |  |
| Saint Gobain entre lisières et clairières                    | 26             | 16/05/98                   |  |
| Ermenonville: rêveries d'un promeneur solitaire              | 26             | 23/05/98                   |  |
| Le canal du midi au pays du Cocagne                          | 26             | 06/06/98                   |  |
| Ardèche                                                      | 26             | 13/06/98                   |  |
| La Côte d'Ivoire les sentiers de la Côte d'Ivoire            | 52             | 27/06/98                   |  |
| Malaisie : le pays où les gens se rencontrent                | 52             | 04/07/98                   |  |
| Au pays des Albères                                          | 25             | 15/08/98                   |  |

1. ↑  Catalogue du dépôt légal Audiovisuel consulté sur http://inatheque.ina.fr le 24/01/2015